# Ulrich Altmann

Ulrich Altmann am Tag seiner Ordination, dem 28. September 1913

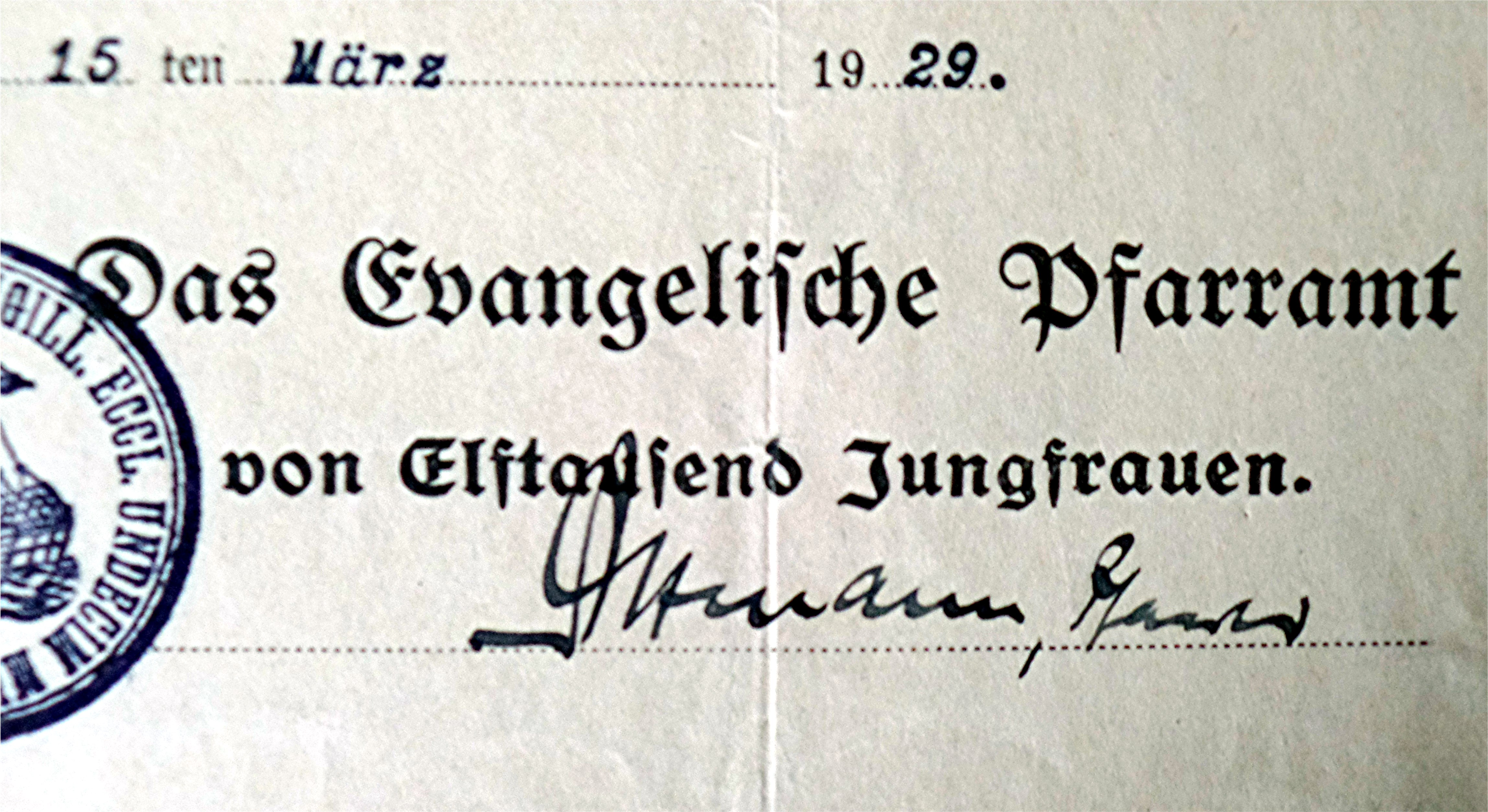
Unterschrift Ulrich Altmanns

Agendenkommission im Jahr 1928 (sitzend von links nach rechts: Zoellner, Wolff, Burghart, Smend, Eger stehend von links nach rechts: Brandt, Wilhelm Haendler, Altmann)

Ulrich Günter Altmann (* 21. Januar 1889 in Breslau; † 12. Oktober 1950 in Berlin) war ein deutscher evangelischer Theologe.

## Leben und Wirken
Ulrich Altmann wurde als ältester Sohn des Historikers Wilhelm Altmann geboren. Sein jüngerer Bruder ist der Jurist Berthold Altmann. Nach dem Abitur im Jahr 1907 am Gymnasium Steglitz studierte er in Berlin an der Friedrich-Wilhelms-Universität Theologie, legte im Jahr 1911 das erste und im Jahr 1913 das zweite theologische Examen erfolgreich ab. Von April 1912 bis März 1913 war er Mitglied im Königlichen Domkandidatenstift (Berlin). Im September 1913 wurde er in der Matthäikirche zu Berlin ordiniert, war im Dezember 1913 Hilfsprediger in Lehnin (Provinz Brandenburg) und wurde im Januar 1915 als Pfarrer an der Elftausend-Jungfrauen-Kirche zu Breslau eingeführt.
Neben seiner Tätigkeit als Pfarrer trat er als Autor von theologischen Werken hervor. Der Kirchensenat der Altpreußischen Union berief ihn 1926 gemeinsam mit den Theologen Paul Conrad (bis 1927), Georg Burghart (in der Nachfolge von Conrad), Julius Smend, Karl Eger, Walther Wolff, Brand(t), Wilhelm Zoellner und Wilhelm Haendler in eine Kommission, die in der Zeit von 1926 bis 1930 eine einheitliche Agende erarbeitete. Der Entwurf dafür wurde 1931 der Provinzialsynode vorgelegt und zur Prüfung in der Praxis freigegeben, aber nicht mehr verabschiedet.
Nach verschiedenen Tätigkeiten für die im Jahr 1914 gegründete Evangelische Zentralstelle der Schlesischen Kirche in Breslau, deren Aufgabe es war, „kirchlich soziale Arbeit zusammenzufassen und einheitlich auszurichten“, wurde er am 8. April 1927 zum Leiter dieser Zentralstelle berufen.
Im Kirchenkampf war Altmann ein führender Vertreter der zwischen Bekennender Kirche und Deutschen Christen vermittelnden Gruppe „Einheit und Aufbau der Kirche“. An der Theologischen Fakultät der Universität war er ab 1936 Mitglied des theologischen Prüfungsausschusses. 1939 legte ihm der
Dekan Herbert Preisker wegen seiner nicht rein arischen Herkunft den Rücktritt nahe. Nachdem am 21. Januar 1945 die Evakuierung Breslaus angeordnet worden war, zog er am Tag darauf nach Nochten, Kreis Weißwasser, um dort die Pfarrvertretung für seinen noch im Krieg befindlichen Schwiegersohn zu übernehmen. Ab April 1946 war er als Pfarrer an der Stephanuskirche (Berlin-Gesundbrunnen) tätig. Neben der Tätigkeit im Pfarramt bearbeitete er als Lektor theologische Literatur. 1950 starb Altmann nach einem Schlaganfall im Alter von 61 Jahren in seiner Wohnung in der Gotenburger Straße 6.

## Familie
Am 7. August 1917 schloss Ulrich Altmann in Winzig, Kreis Wohlau die Ehe mit Edith Heinke (1892–1945). Der Verbindung entstammen drei Töchter (Erika (1919–2007), Irmintrud (1920–2001) und Gisela (1924–1998)). Mit dem Juristen Hans Altmann hat er gemeinsame Urgroßeltern. Friedrich Altmann ist ein Cousin seines Vaters Wilhelm.

## Schriften
- Aus der singenden Kirche; Eine Einführung in das schlesische Gesangsbuch. Wilh. Gottl. Korn Verlag Breslau, 1936.
- Wir sind des Herrn, Eine Agende für die kirchlichen Handlungen. In: Ulrich Altmann, Ernst Kölln: Kirchenbuch für evangelische Gemeinden. Töpelmann, Berlin 1938.
- Vom heimlichen Leben der Seele – eine Einführung in die Frömmigkeit der deutschen Mystik. Töpelmann, Berlin 1939.
- Stehet im Glauben. Gottesdienstliches Handbuch für die Kriegszeit. Töpelmann, Berlin 1939.
- Tat und Glauben. 25 Jahre Evangelische Zentralstelle in Breslau. Berichte und Tatsachen. Breslau 1939.
- Hilfsbuch zur Geschichte des christlichen Kultus; 1. Heft: Zum altchristlichen Kultus. Verlag Alfred Töpelmann, Berlin 1941.
- Hilfsbuch zur Geschichte des christlichen Kultus; 2. Heft: Zum Kultus des abendländischen Katholizismus. Verlag Alfred Töpelmann, Berlin 1947.
- Hilfsbuch zur Geschichte des christlichen Kultus; 3. Heft: Zum Kultus der Reformatoren. Verlag Alfred Töpelmann, Berlin 1947.
- Paulus, der Mann und sein Werk. Der Rufer, Evangelischer Verlag Gütersloh 1947.
- Erhebet eure Herzen. Ein gottesdienstliches Handbuch. 5. Auflage. Töpelmann, Berlin 1948.